# Kanári babérlombú erdő

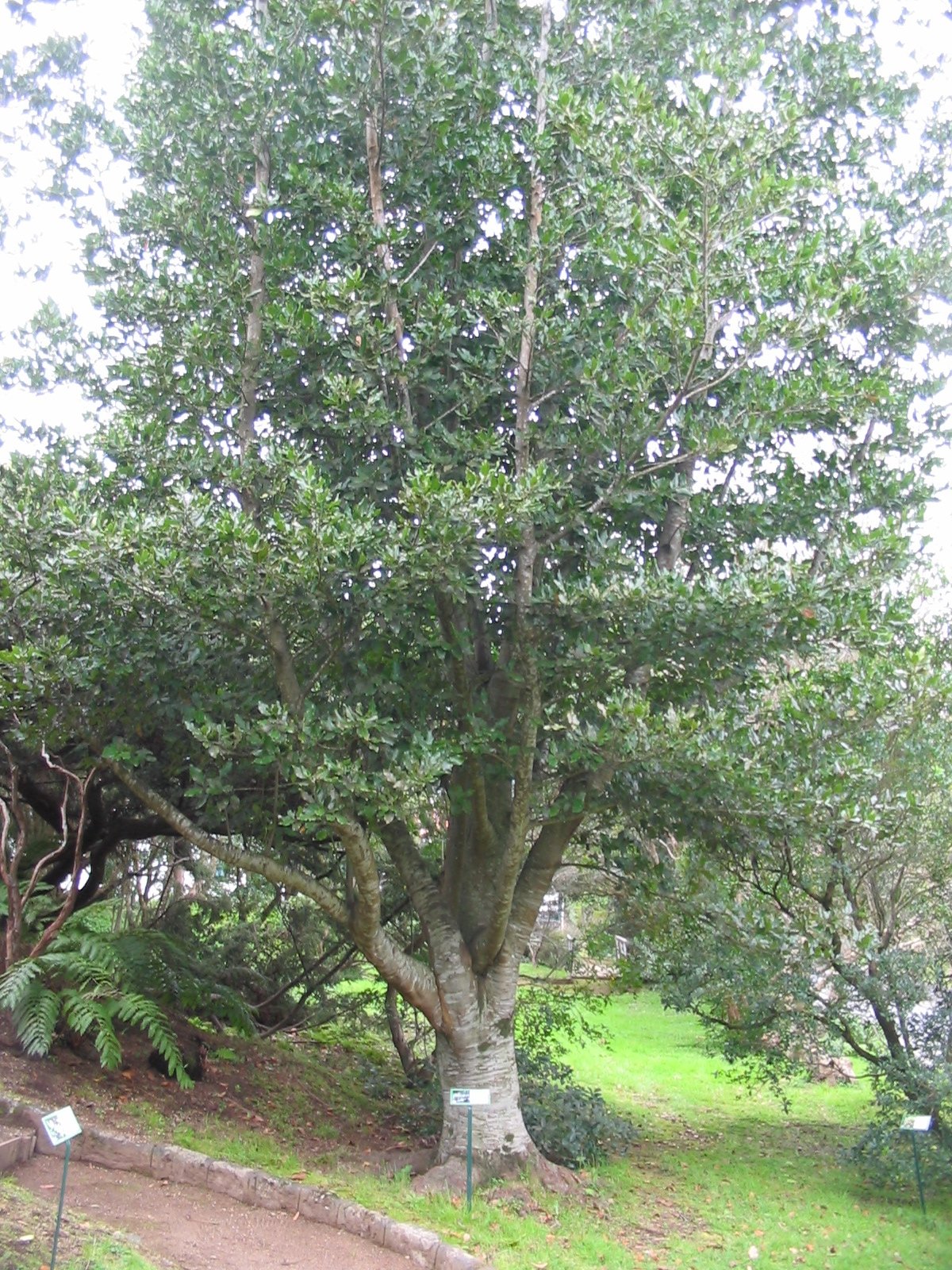
Ocotea foetens

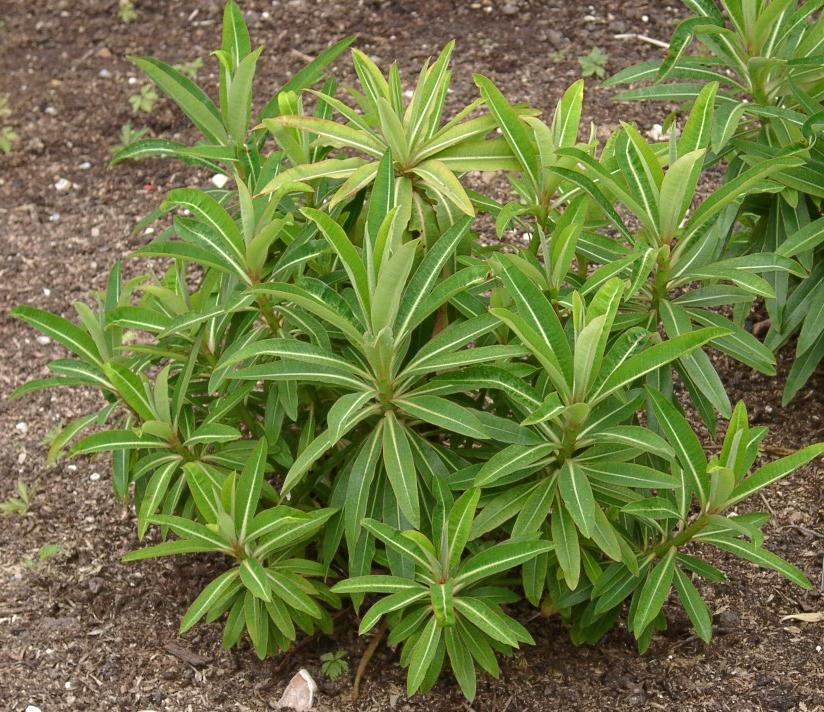
Euphorbia longifolia

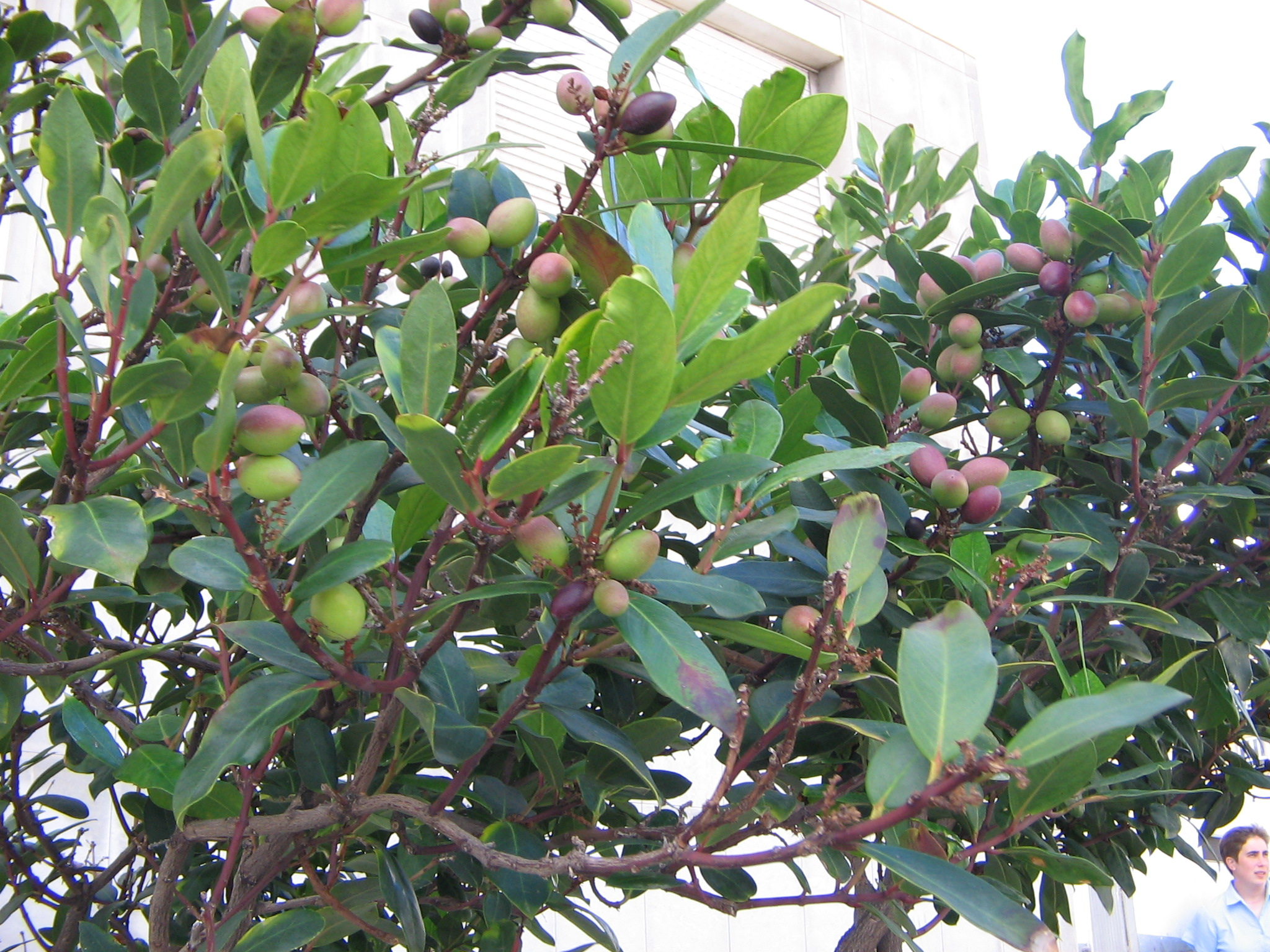
Persea indica

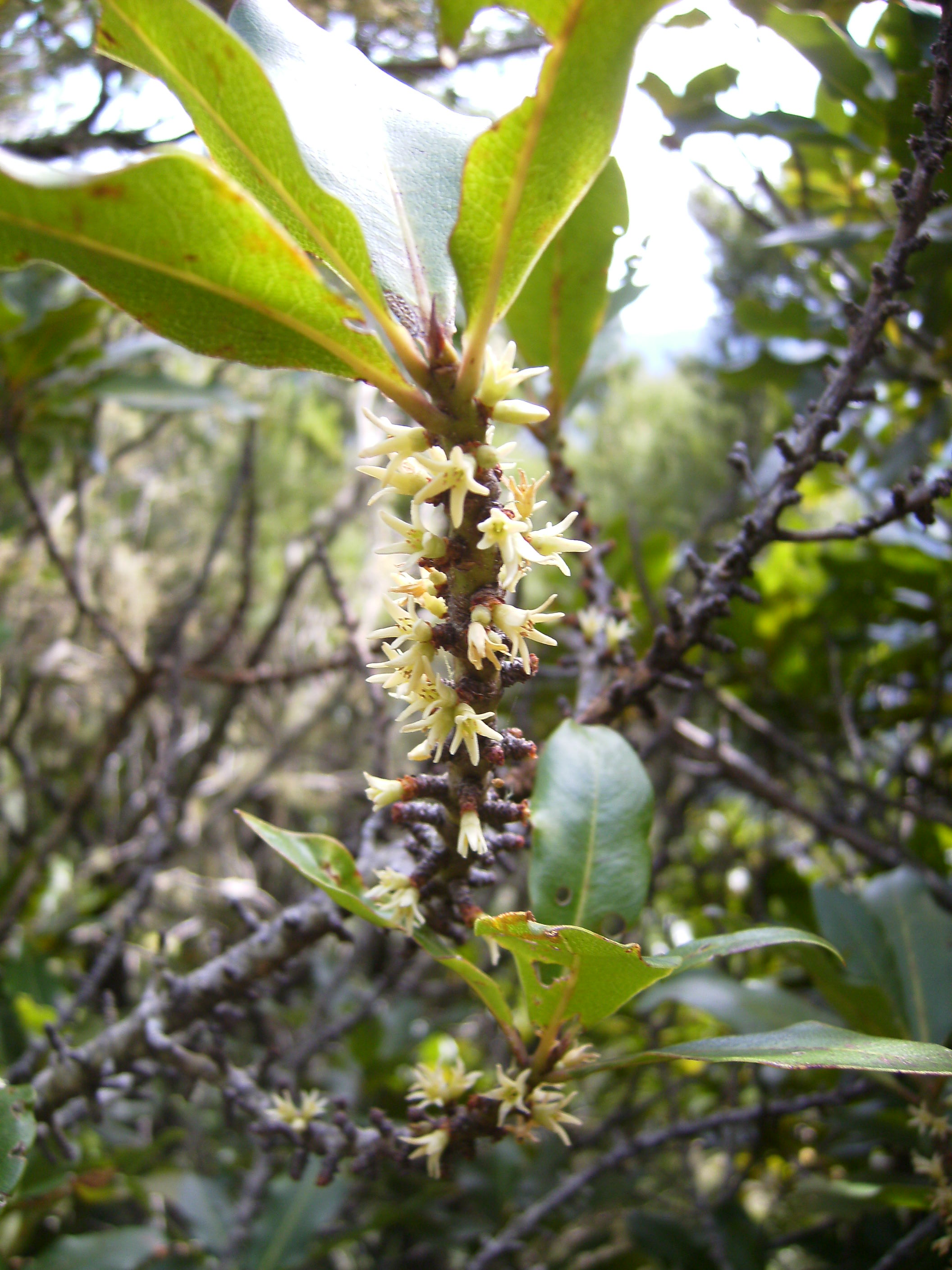
Pleiomeris canariensis

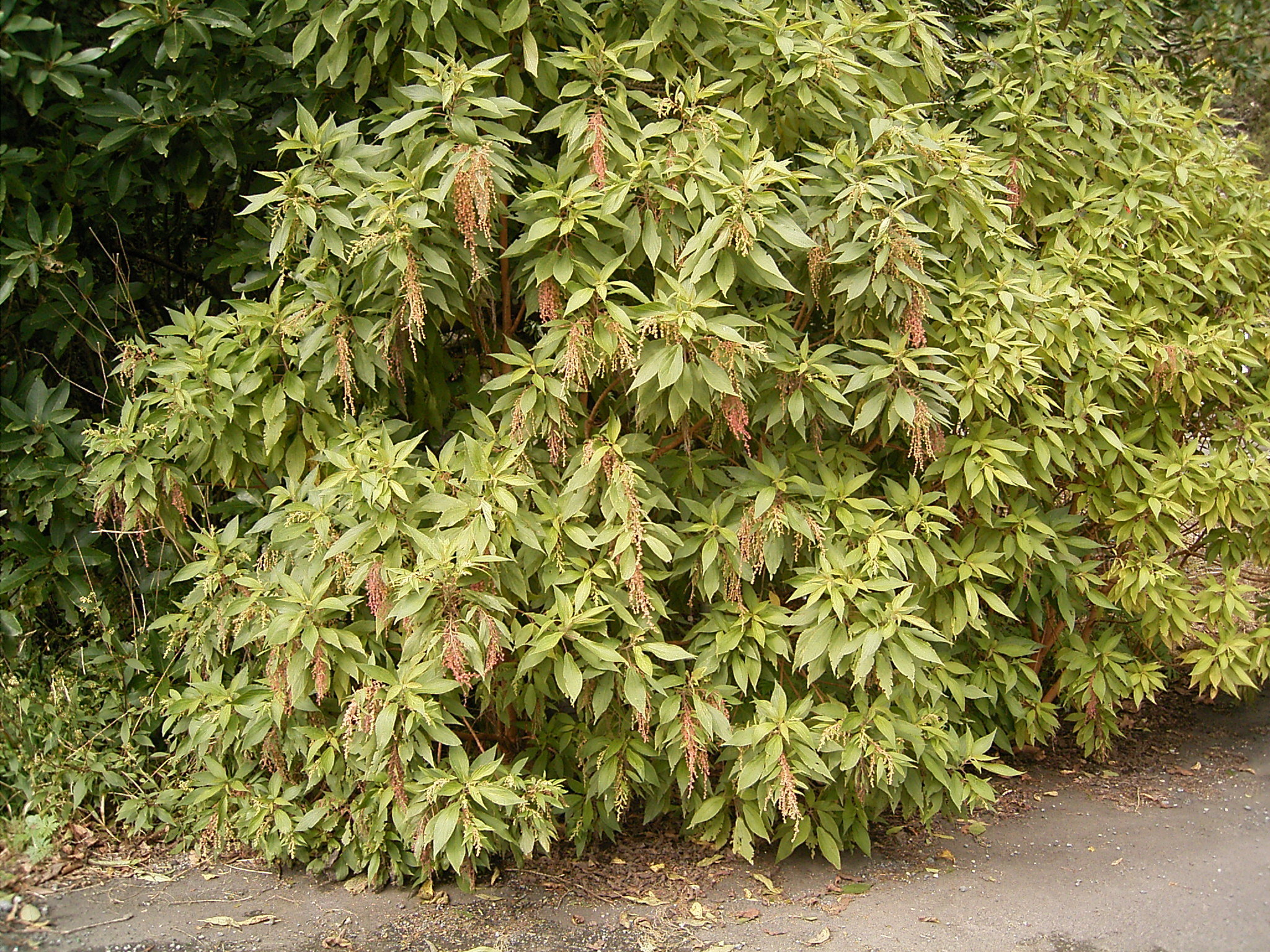
Gesnouinia arbórea

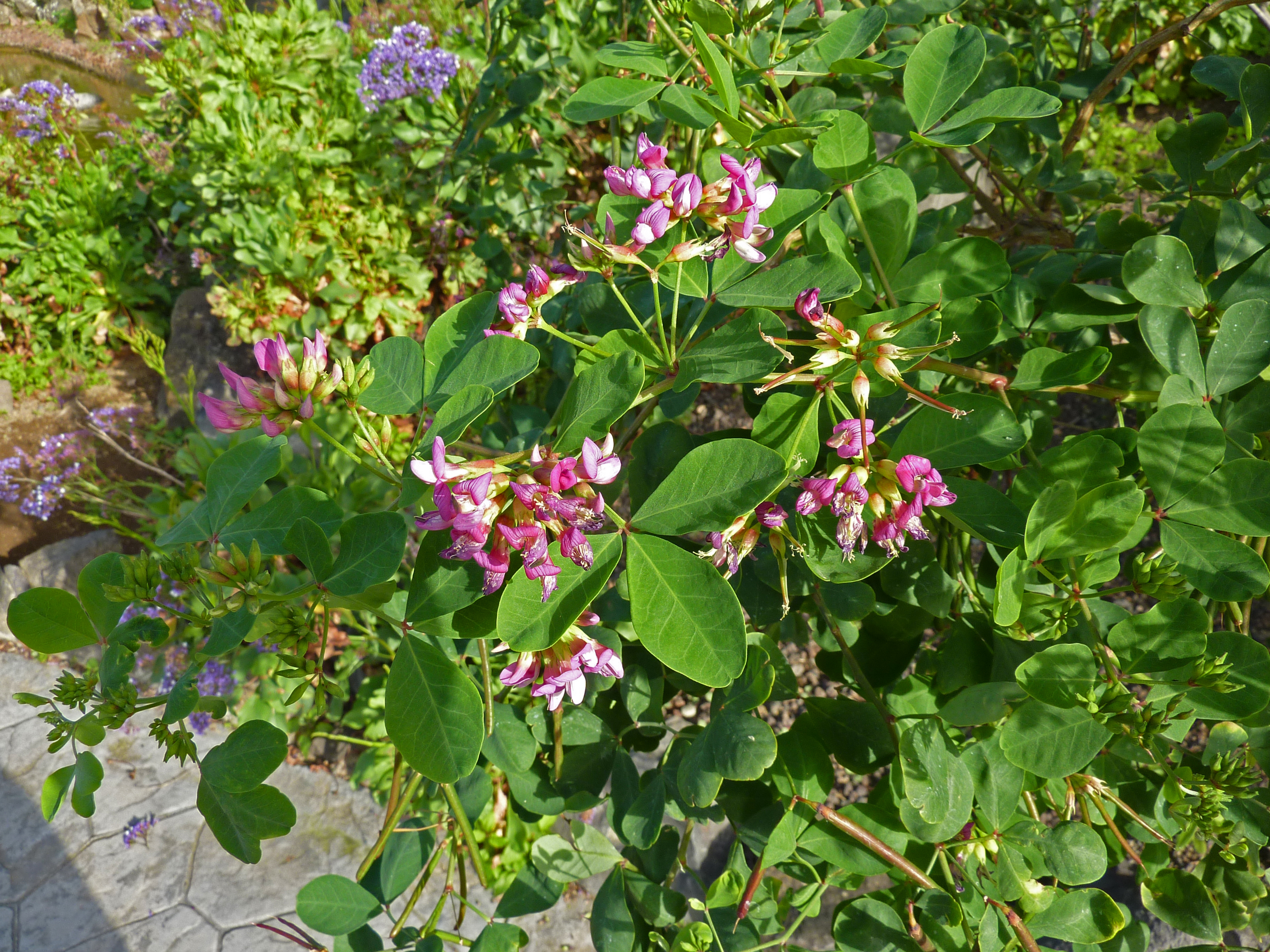
Csinos dárdahere (Dorycnium spectabile)

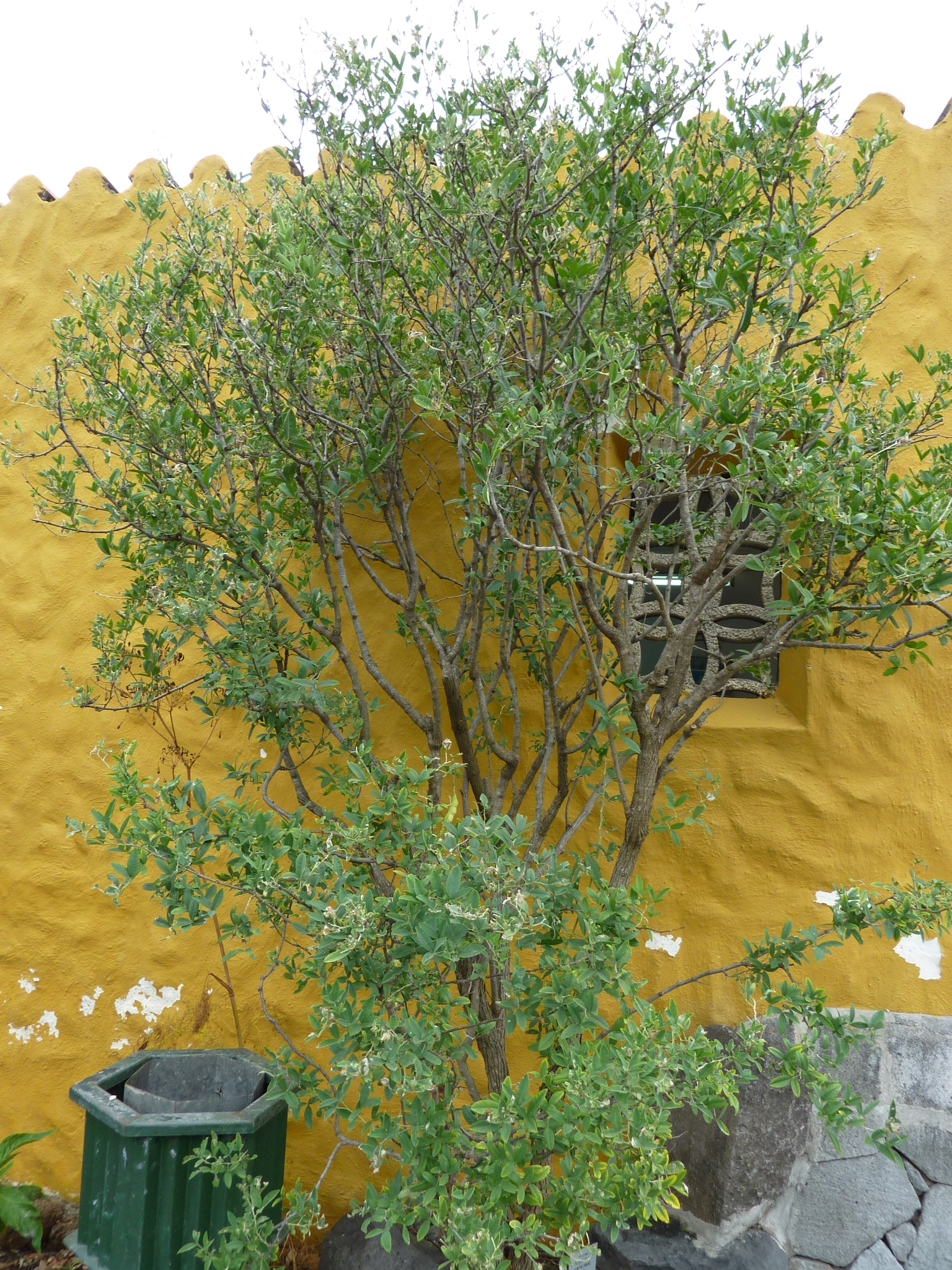
Kanári bűzfa (Anagyris latifolia)

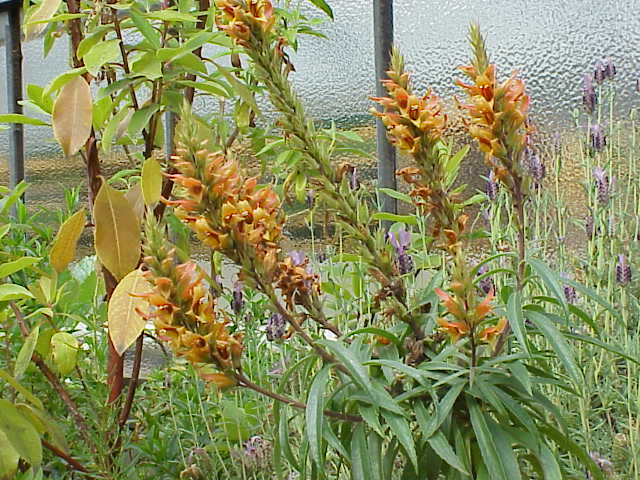
Digitalis isabelliana(Isoplexis isabelliana)

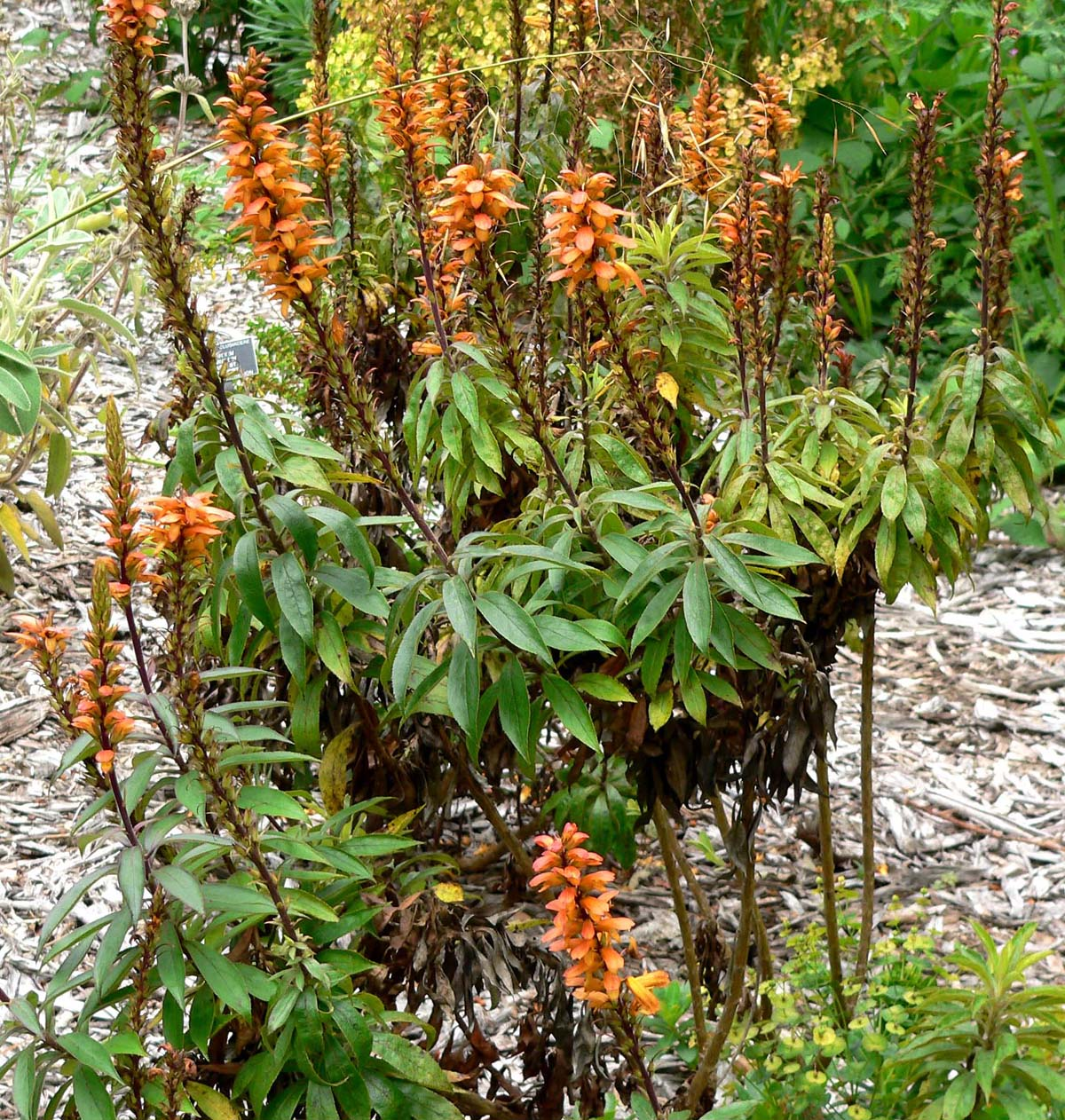
Digitalis canariensis

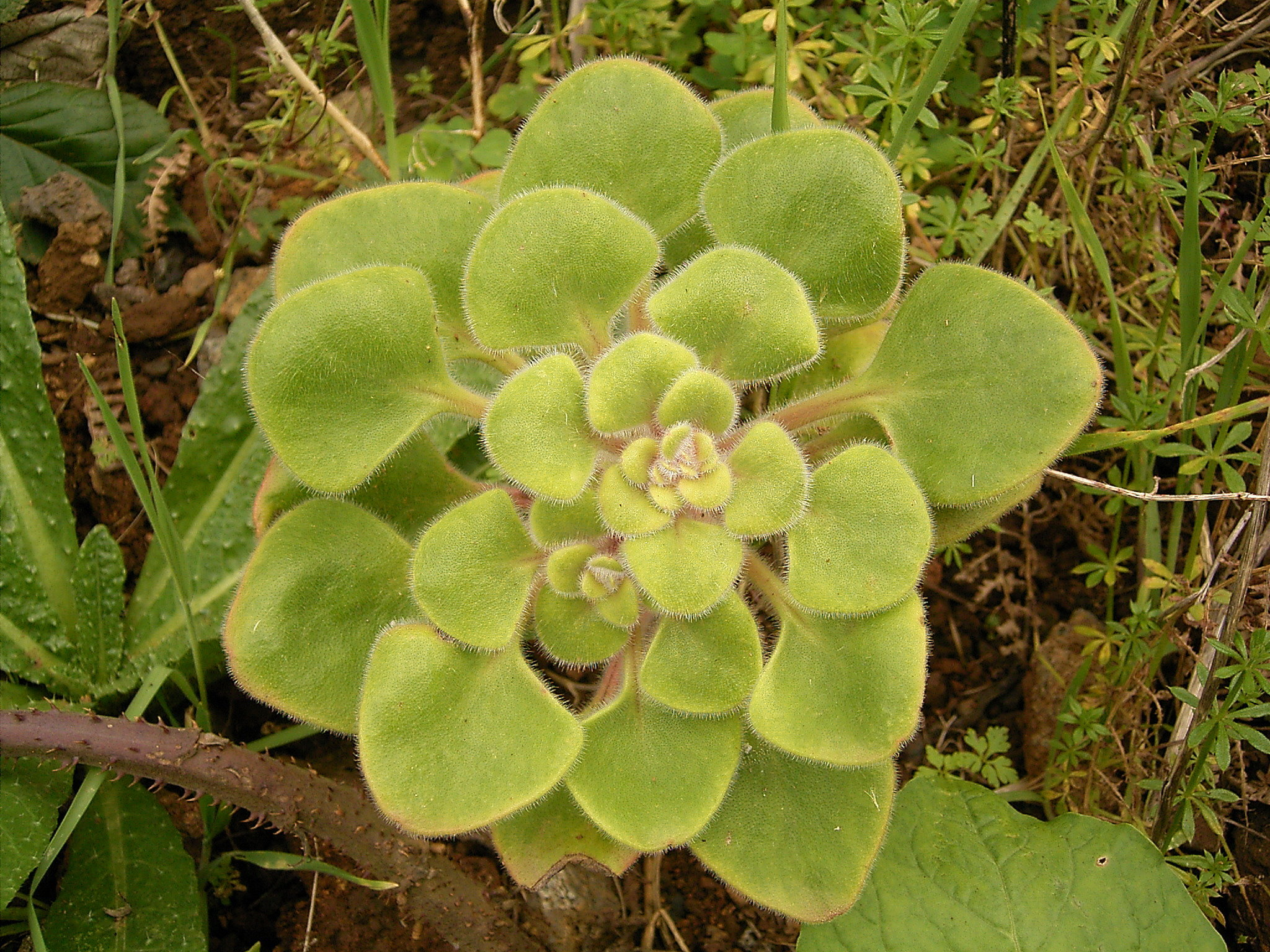
Aichryson laxum

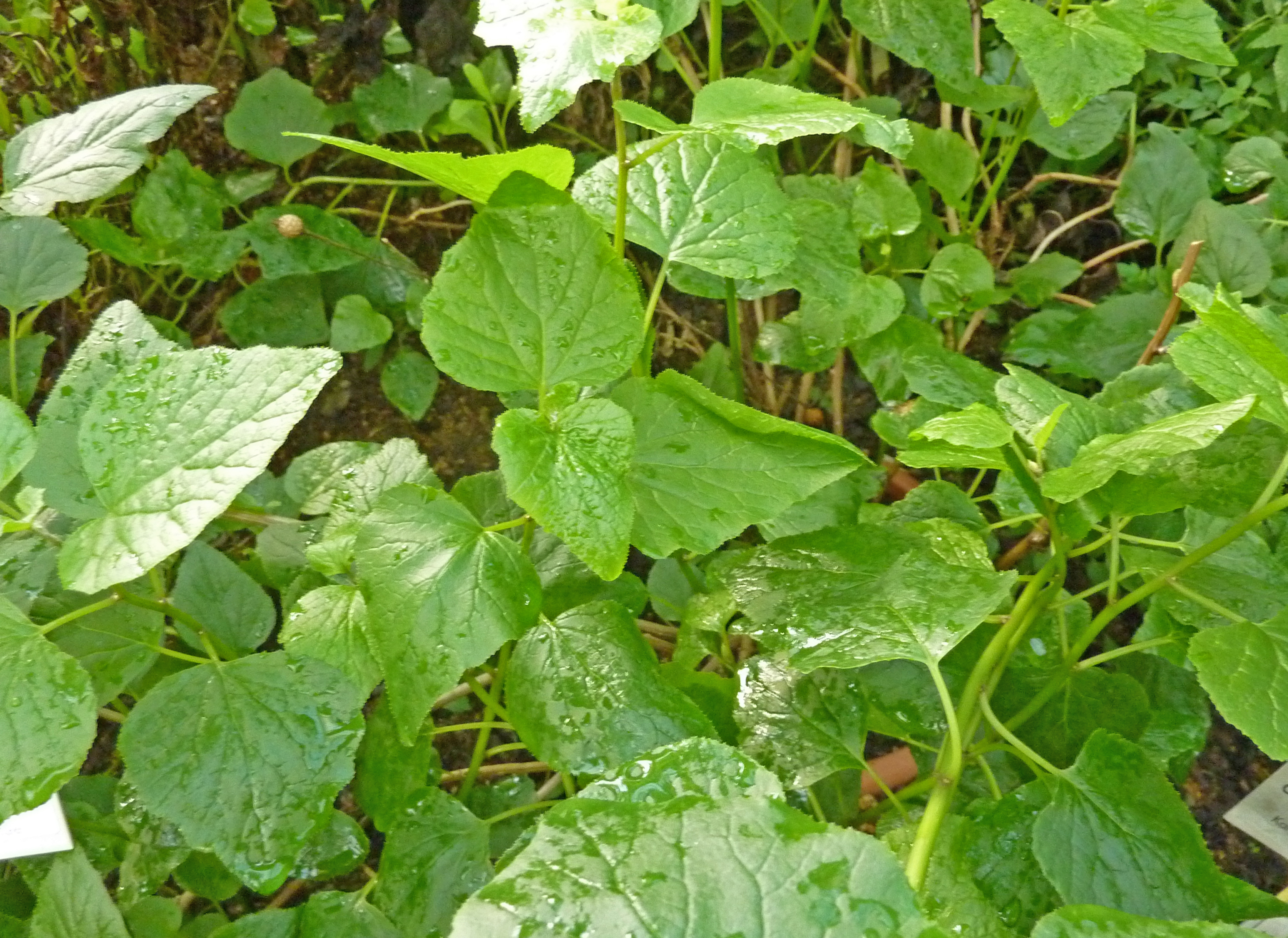
Pericallis hansenii

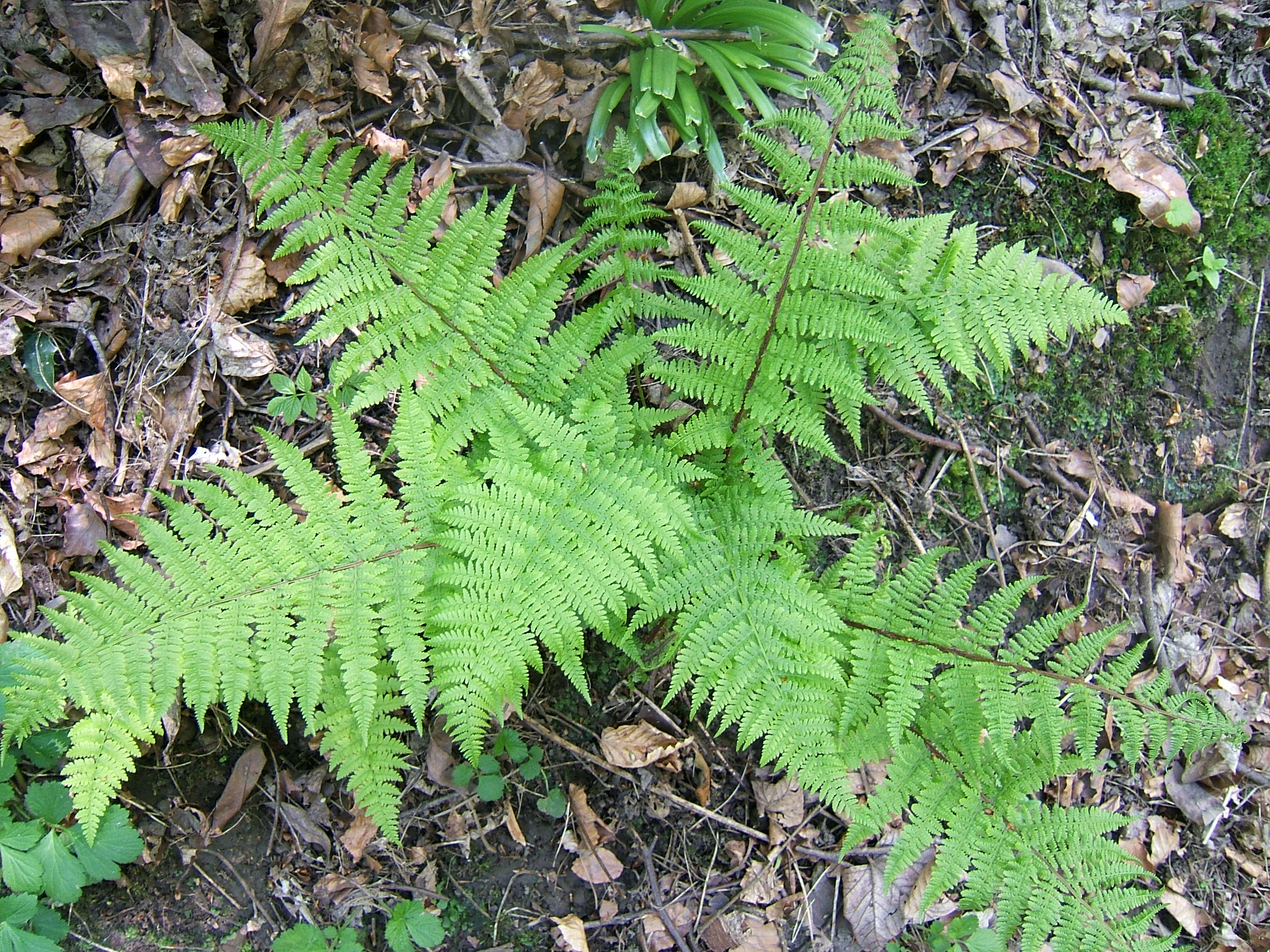
Athyrium filix-femina

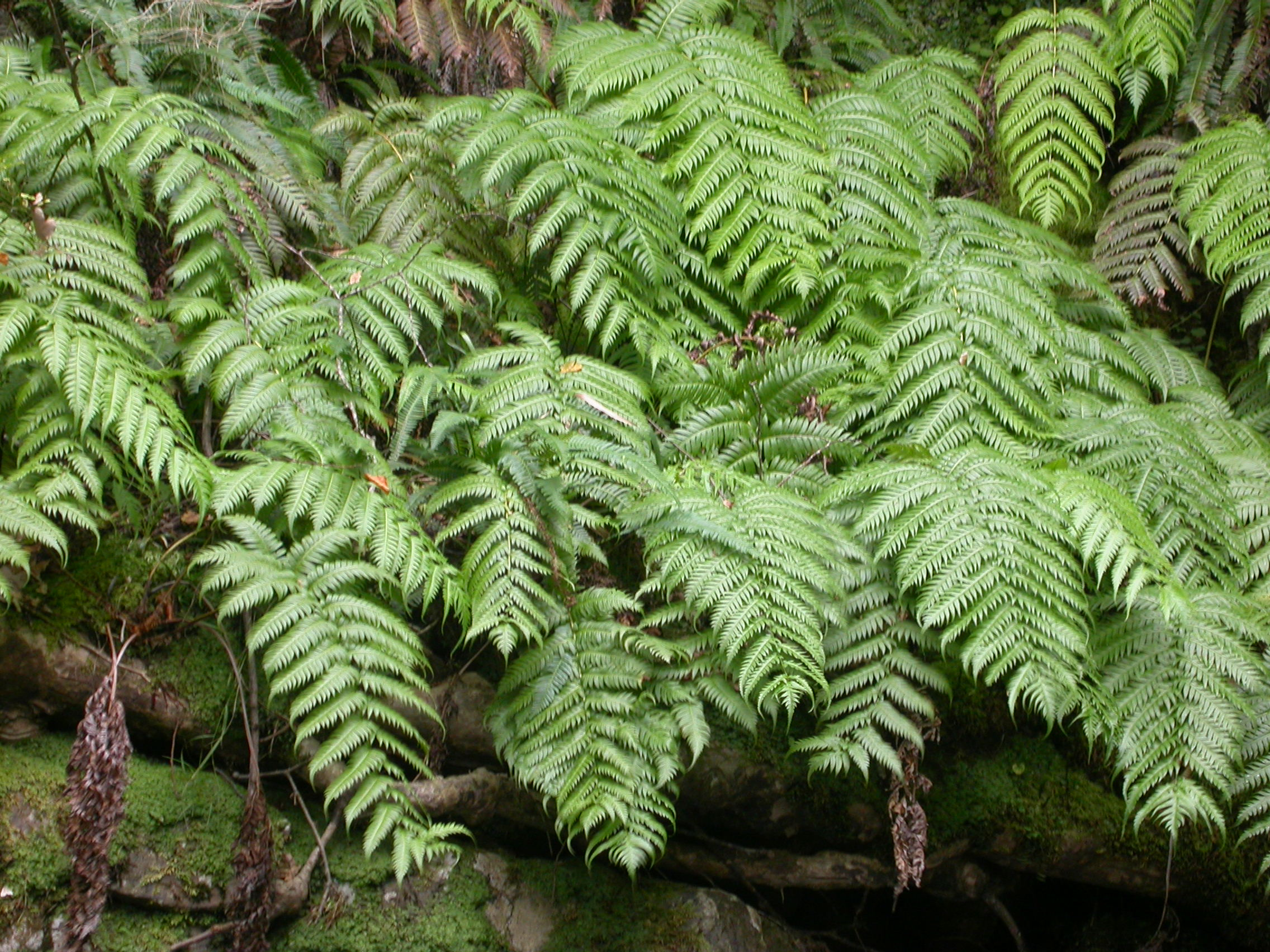
kúszó láncpáfrány (Woodwardia radicans)

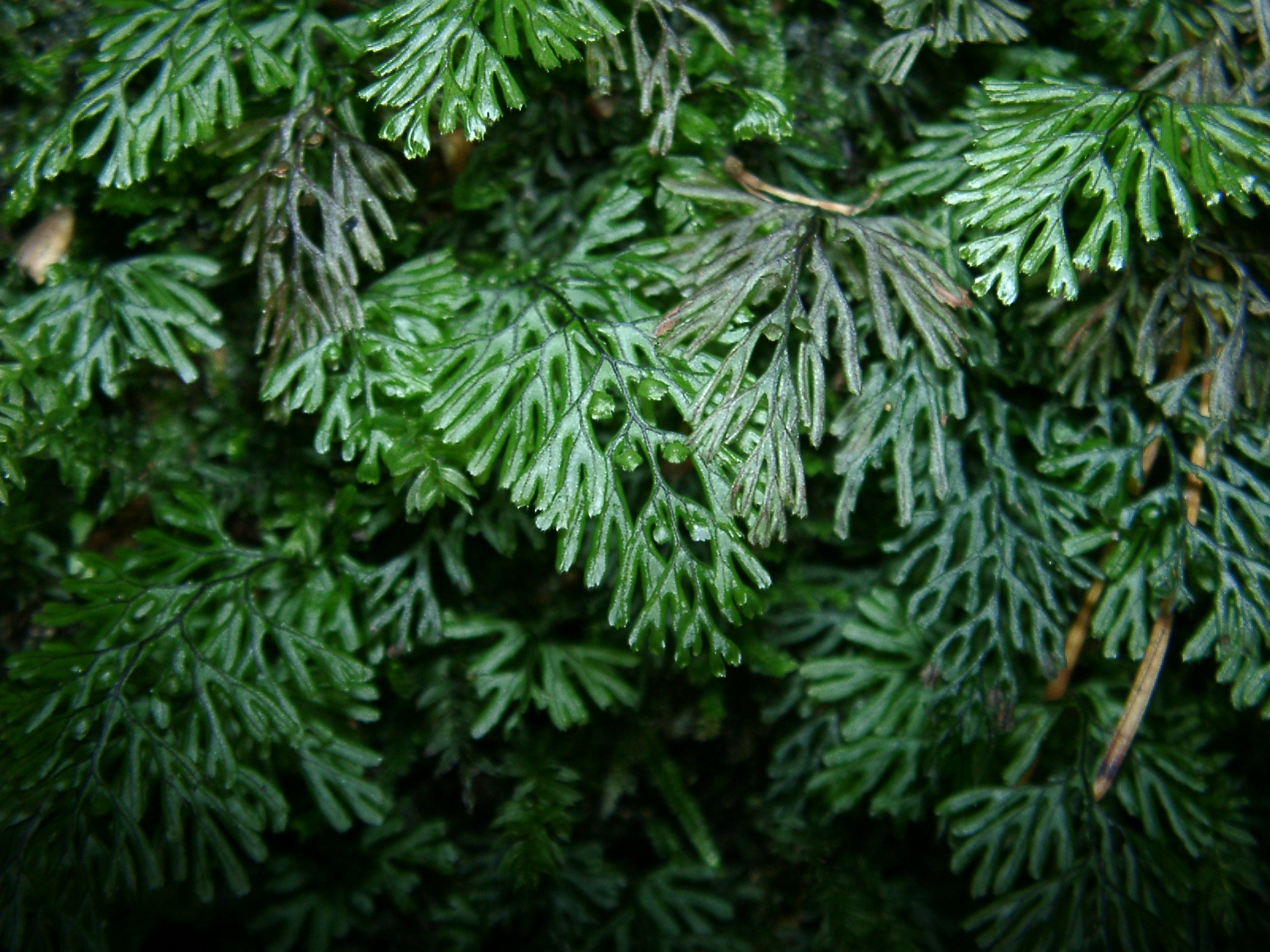
Hymenophyllum tunbrigense

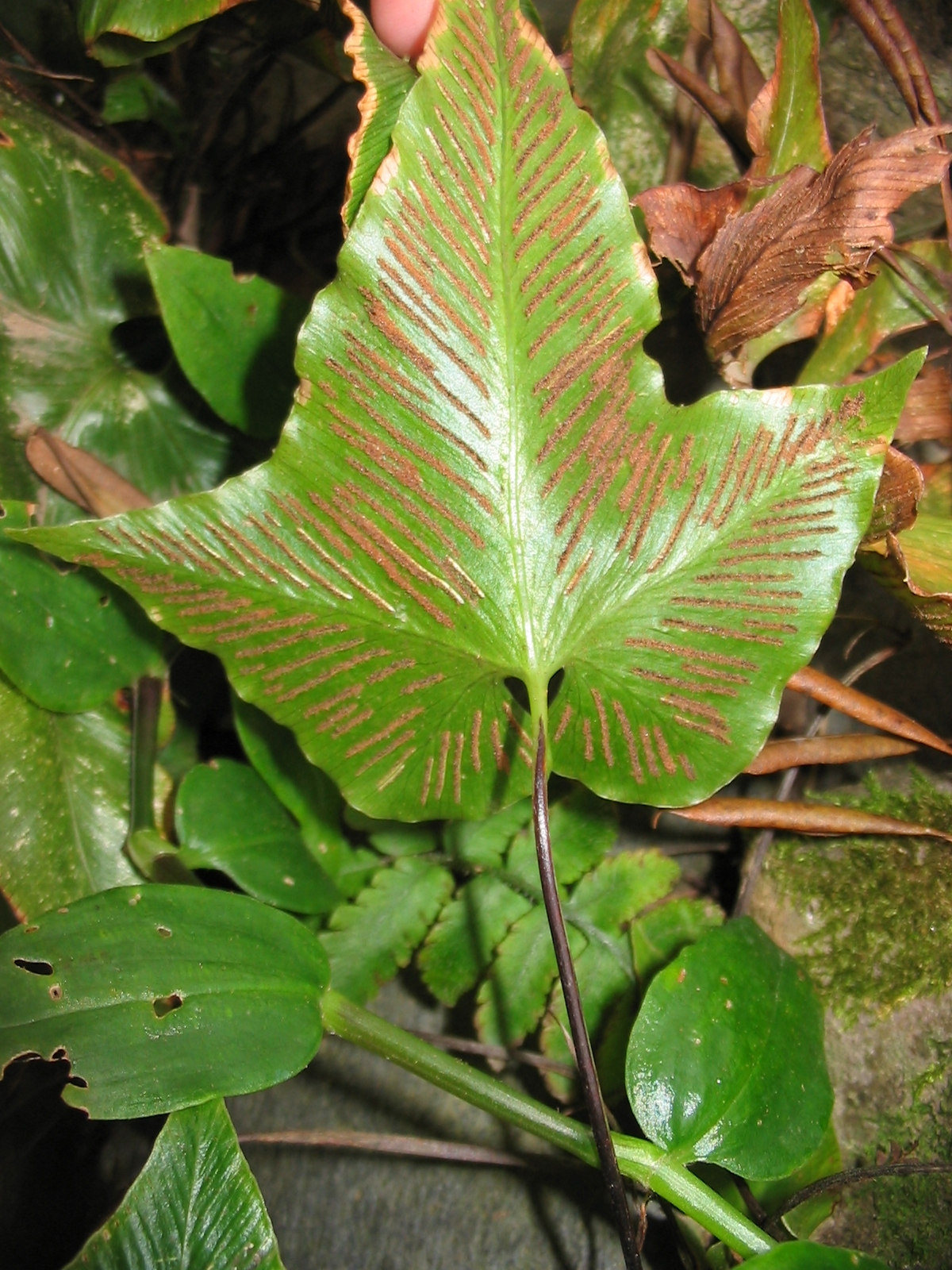
borostyánlevelű fodorka (Asplenium hemionitis)

A kanári babérlombú erdő (Laurisilva canaria) a Makaronéziában növő babérlombú erdők egyik alapvető formációcsoportja.

## Elterjedése
A vulkáni szigetek meredek hegyoldalain erőteljes a vertikális zonalitás; a növénytársulások szintenként váltják egymást:
- az alsó zóna természetes növényzete az úgynevezett cserje formáció,
- efölött nő a kanári babérlombú erdő:
  - a Kanári-szigeteken 800–2000 m között;
  - Madeira déli oldalán mintegy 600 m-ig,
- Madeirán e fölött (600–1300 m) húzódik a madeirai babérlombú erdők öve, ami a Kanári-szigeteken hiányzik;
- az ehhez elég magas szigeteken efölött gyér, magashegyi növényzetet (csarabos fenyért) találunk.

A cserje formáció és a kanári babérlombú erdők átmeneti zónájában olyan növénytársulások nőnek, mint a Myrico fayae-Ericetum arboreae és a Visneo mocanerae-Arbutetum canariensis.
A kanári babérlombú erdők társuláscsoportja távolról sem egységes; benne számos növénytársulás váltakozik. Ezek fő alakító tényezői:
- a csapadék
- a lejtő iránya és
- a tengerszint fölötti magasság.

Az északnak futó, nedves völgyek jellemző társulása az ún. völgyvidéki babérlombú erdő — ez egy tipikus szubtrópusi esőerdő. Fölfelé haladva, a napsütés és a szél hatásának mind inkább kitett oldalakon ez egyre fajszegényebbé válik, és fokozatosan hegyvidéki babérlombú erdővé (Laurisilva de ladera) alakul át.

## Története
A szigetek eredeti növényzetét az európaiak betelepülése és a mezőgazdaság ugyancsak visszaszorította, különösen a tengerpart közelében:
- Porto Santo szigetét valaha a cserje formáció részeként számon tartott sárkányvérfa-erdő borította. Ezt a portugálok helytelen erdőgazdálkodással (a fákat túlcsapolták, az újulatot a szigeten elszabadult nyulak rágták le) az utolsó szálig kiirtották; visszatelepítése még kezdetei stádiumában tart.
- Madeirán a tengerpartok betelepítése és a mezőgazdasági hasznosítás a cserje formációt 4-5 kis foltra zsugorította össze
- A kanári babérlombú erdőt a Kanári-szigeteken főleg a mezőgazdaság érdekében irtották; a megmaradt erdőségek mintegy 70 %-a egy helyen: La Gomera szigetén, a Garajonay Nemzeti Parkban maradt fenn; ezért a park a Világörökség része.

## Jellemző növényei[2]

### Fák (a lombkoronaszint növényei)
- azori babér (Laurus azorica Seub.)[3] — Marokkóban és Makaronéziában honos;
- kanári magyal (Ilex perado és Ilex canariensis) — Madeirán és a Kanári-szigeteken honos;
  - Ilex perado spp. platyphylla[4]
  - Ilex perado spp. lopezlilloi[5]
  - Ilex canariensis[6]
- Ocotea foetens[7] — Madeirán és a Kanári-szigeteken honos;
- Rhamnus glandulosa[8] — Madeirán és a Kanári-szigeteken honos;
- Euphorbia mellifera (Euphorbia longifolia)[9] — Madeirán és a Kanári-szigeteken honos;
- Picconia excelsa[10]
- Persea indica[11] — Madeirán és a Kanári-szigeteken honos;
- Heberdenia excelsa[12] — Madeirán és a Kanári-szigeteken honos;
- portugál babérmeggy (Prunus lusitanica)
  - Prunus lusitanica ssp. hixa[13] — Madeirán és a Kanári-szigeteken honos;
- Visnea mocanera[14] — Madeirán és a Kanári-szigeteken honos;
- kanári fűz (Salix canariensis)[15] — Madeirán és a Kanári-szigeteken honos;
- kanári szamócafa (Arbutus canariensis)[16] —  a Kanári-szigetek némelyikén (Tenerife, La Gomera, El Hierro, Gran Canaria) honos;
- cserjés hanga (Erica arborea)[17] — Afrikában, Európában, Észak-Ázsiában és Makaronéziában honos;
- Pleiomeris canariensis[18] — a Kanári-szigeteken honos;
- Sambucus palmensis[19]
- kanári babérfa (Apollonias barbujana)[20]
- Myrica rivas-martinezii[21] —  a Kanári-szigetek némelyikén (La Gomera, El Hierro, La Palma honos;

### Kúszónövények
- kanári szulák (Convolvulus canariensis)[22]
- Canarina canariensis[23] — a Kanári-szigeteken honos;
- kanári kúszó csodabogyó (Semele androgyna)[24] — Madeirán és a Kanári-szigeteken honos (Semele androgyna ssp. androgyna Madeirán és a Kanári-szigeteken; Semele androgyna ssp. pterygophora csak Madeirán);
- kanári borostyán (Hedera helix ssp. canariensis)[25] — a Kanári-szigeteken honos;
- kanári szárcsagyökér (Smilax canariensis)[26] — Makaronéziában honos;
- mauritániai szárcsagyökér (Smilax aspera ssp. mauritanica)[27]
- Tamus edulis[28] — Makaronéziában, Nyugat-Európában, a Mediterráneumban és Iránban honos;

### Cserjék
- Sideritis discolor (sármányvirág)[29] — Gran Canaria szigetének északi lejtőin bennszülött faj
- Adenocarpus ombriosus[30] — El Hierro szigetén bennszülött faj; 500–1400 m között
- Madiera-gyöngyvirágfa (Clethra arborea)[31] — Madeira szigetén bennszülött faj
- Solanum vespertilio (ebszőlő)[32]
- Scrophularia calliantha (görvélyfű)[20]
- Gesnouinia arbórea[33]
- csinos dárdahere (Dorycnium spectabile)[34] — Tenerife szigetén két, egymástól elszigetelt populációja endemikus
- Gileád balzsama (Cedronella canariensis)[35] — Észak-Amerikában és Makaronéziában honos
- Echium pininana (kígyószisz)[36] — La Palma szigetén endemikus
- kanári bűzfa (Anagyris latifolia)[37] — a Kanári-szigetek négy tagján (Tenerife, Gran Canaria, La Gomera, La Palma) endemikus
- Bencomia sphaerocarpa[38] — El Hierro szigetének északi részén endemikus
- Asparagus fallax (spárga)[39] — La Gomerán és Tenerifén endemikus
- Euphorbia bourgeana (kutyatej; Euphorbia lambii)[40] — La Gomerán és Tenerifén endemikus
- keskeny levelű olajfagyal (Phillyrea angustifolia)[41]
- Cheirolophus anagensis[42]
- Cheirolophus arboreus[43] — Afrikában és a Kanári-szigeteken honos
- Gonospermum gomerae[44] — Afrikában és a Kanári-szigeteken honos
- Sonchus wildpretii (csorbóka)[45] — Afrikában és a Kanári-szigeteken honos
- Echium acanthocarpum (kígyószisz)[46] — La Gomera szigetén endemikus
- Sideritis guayedrae[47]

### A gyepszint növényei
- Carex perraudieriana (sás)[48] — Tenerife szigetén endemikus
- Sonchus acaulis (csorbóka)[49] — Afrikában és a Kanári-szigeteken honos
- kanári csalán (Urtica morifolia)[50] — Makaronéziában honos: az Azori-szigeteken (São Miguel, Terceira), Madeirán és a Kanári-szigeteken (Gran Canaria, Tenerife, La Gomera, El Hierro, La Palma)
- Myosotis latifolia (nefelejcs)[51] — Észak-Amerikában és Makaronéziában[52] honos.
- Hypericum coadunatum (orbáncfű)[53] — Gran Canaria szigetén endemikus
- Cerastium sventenii (madárhúr)[54] — a Kanári-szigeteken: Tenerifén, La Palma és El Hierro szigetein őshonos
- Lotus dumetorum (kerep)[55] — Afrikában és a Kanári-szigeteken honos
- Phyllis nobla[56] — a Kanári-szigeteken és Madeirán honos
- kanári gólyaorr (Geranium canariensis)[57]
- kanári sárkánykontyvirág (Dracunculus canariensis)[58] — a Kanári-szigeteken és Madeirán honos
- kanári kontyvirág (Arum italicum ssp. canariense, Arum italicum ssp. canariensis)[59] — Makaronéziában honos
- Isoplexis chalcantha[60] — Gran Canaria szigetén, 400–900 m magasan endemikus
- Digitalis canariensis (Isoplexis canariensis)[61]
- Digitalis isabelliana (Isoplexis isabelliana)[62] — a Kanári-szigeteken bennszülött faj
- Aeonium canariense ssp. virgineum (Aeonium virgineum)[63] — Gran Canaria szigetén bennszülött (al)faj
- Aeonium cuneatum (Sempervivum cuneatum)[64] — Tenerife szigetén bennszülött
- Aeonium spathulatum (Sempervivum spathulatum)[65] — a Kanári-szigeteken (Tenerife, Gran Canaria, El Hierro, La Gomera, La Palma) endemikus
- Aeonium goochiae (Sempervivum goochiae)[66] — La Palma szigetén endemikus
- Helianthemum teneriffae (napvirág)[67] — Tenerife szigetén bennszülött faj a Pericallido-Sonchetum gummiferi és Greenovietum aizoonis növénytársulások tagjaként
- kanári szuhar (kanári bodorrózsa, Cistus chinamadensis)[68] — a Kanári-szigeteken bennszülött faj:
  - Cistus chinamadensis ssp. chinamadensis Tenerife keleti részén, az Anaga-hegységben 400–700 m között;
  - Cistus chinamadensis ssp. gomerae La Gomera szigetén Los Roques és Roque Imada körzetében, 1050 és 1300 m között;
  - Cistus chinamadensis ssp. ombriosus El Hierro szigetén, a Valle de El Golfo völgyben, kb. 1250 m magasan
- Argyranthemum adauctum (margaréta) három alfaja —
  - Argyranthemum adauctum ssp. erythrocapon[69] — El Hierro szigetének központi részén bennszülött
  - Argyranthemum adauctum ssp. jacobaeifolium[70] — Gran Canaria szigetén bennszülött
  - Argyranthemum adauctum ssp. palmensis[71] — La Palma szigetén bennszülött
- Habenaria tridactylites (Orchis tridactylites; kócsagvirág)[72] — a kanári-szigeteken (Tenerife, Gran Canaria, La Gomera, El Hierro, La Palma) endemikus
- Aichryson pachycaulon ssp. praetermissum (örökarany)[73] — Gran Canaria szigetén bennszülött
- Aichryson brevipetalum (örökarany)[74] — La Palma északkeleti részén endemikus
- Aichryson punctatum (örökarany)[75] —
- Aichryson palmense (örökarany)[75] —
- Aichryson bollei (örökarany)[75] —
- Aichryson laxum (örökarany)[75] —
- Crambe feuillei (tátorján)[76] — El Hierro északi részén bennszülött faj
- Crambe gomerae (tátorján)[77] — La Gomera szigetén bennszülött
- Crambe microcarpa (tátorján)[78] — La Palma szigetén endemikus
- Crambe pritzelii (tátorján)[79] — Gran Canaria szigetén endemikus
- Crambe santosii (tátorján)[80] — La Palma szigetének északi–északkeleti endemikus
- Crambe strigosa (tátorján)[81] — Tenerife és La Gomera szigetén bennszülött
- Crambe wildpretii (tátorján)[82] — La Gomera szigetének északnyugati részén bennszülött
- Micromeria varia (pereszlény)[83] —
- Pericallis multiflora[84] — Tenerife szigetén bennszülött
- Pericallis echinata[85] — Afrikában és a Kanári-szigeteken él
- Pericallis hansenii[86] — Afrikában és a Makaronéziában él
- Pericallis hadrosoma[87] — Gran Canaria szigetén bennszülött
- Tolpis glabrescens (krisztusszem)[88] — Tenerife szigetén, az Anaga-hegységben bennszülött faj
- Ixanthus viscosus[89] — a Kanári-szigeteken endemikus
- Scrophularia smithii (görvélyfű)[90] —
- Viola anagae (árvácska)[91] —  Tenerife szigetén bennszülött
- azori boglárka (Ranunculus cortusifolius)[92] — Észak-Amerikában és Makaronéziában honos

### Páfrányok[93]
- Pteridium aquilinum (saspáfrány)
- Diplazium caudatum
- Polystichum setiferum
- Polystichum aculeatum
- Athyrium filix-femina (hölgypáfrány)
- erdei bordapáfrány (Blechnum spicant)
- borostyánlevelű fodorka (Asplenium hemionitis)
- Asplenium aureum (fodorka)
- Asplenium monanthes (fodorka)
- kanári fodorka (Asplenium filare ssp. canariense)
- Asplenium onopteris (fodorka)
- kanári nyúlmancs (Davallia canariensis) — a Kanári-szigeteken és Madeirán endemikus[94]
- makaronéziai édesgyökerű páfrány (Polypodium macaronesicum)
- Hymenophyllum tunbrigense (hártyapáfrány)
- Vandenboschia speciosa
- Dryopteris oligodonta (pajzsika)
- guancs pajzsika (Dryopteris guanchica)
- Dryopteris aemula (pajzsika)
- Culcita macrocarpa[95] — az Ibériai-félsziget partvidékén, a Madeira- és az Azori-szigeteken, továbbá Tenerifén honos
- kúszó láncpáfrány (Woodwardia radicans)[96] — Észak-Amerikában és Makaronéziában honos. Európában a Valle delle Ferriere Természeti Rezervátumban fordul elő.
- Pteris incompleta (szalagpáfrány, ölyvharaszt)[97] — élettere Gibraltáron, Marokkóban és a Kanári-szigeteken (Gran Canaria, La Gomera, Tenerife, La Palma) bizonyított; valószínűleg előfordul Portugáliában és Törökországban is.

## Fordítás
- Ez a szócikk részben vagy egészben  a   Laurisilva canaria című spanyol Wikipédia-szócikk ezen változatának fordításán alapul.  Az eredeti cikk szerkesztőit annak laptörténete sorolja fel. Ez a jelzés csupán a megfogalmazás eredetét és a szerzői jogokat jelzi, nem szolgál a cikkben szereplő információk forrásmegjelöléseként.